# Erica rivularis
Erica rivularis är en ljungväxtart som beskrevs av L.E. Davidson. Erica rivularis ingår i släktet klockljungssläktet, och familjen ljungväxter. Inga underarter finns listade i Catalogue of Life.